# مسائل حقوق بشری در ارتباط با همه‌گیری کووید–۱۹
مسائل حقوق بشر در ارتباط با همه‌گیری کووید–۱۹ (انگلیسی: Human rights issues related to the COVID-19 pandemic) در دورهٔ همه‌گیری کووید ۱۹ مواردی از نقض حقوق بشر از جمله سانسور، تبعیض، بازداشت خودسرانه و بیگانه‌هراسی از مناطق مختلف جهان گزارش شده‌است. عفو بین‌الملل پاسخ داده‌است که «نقض حقوق بشر به جای تسهیل، مانع پاسخگویی به موارد اضطراری بهداشت عمومی می‌شود و کارایی آن را کاهش می‌دهد.» سازمان جهانی بهداشت اعلام کرده‌است که درخواست‌های ماندن در خانه برای کاهش سرعت همه‌گیری، نباید با هزینه کردن حقوق بشر، اجباری شود. نگرانی‌های گسترده‌تری در مورد تأثیر اقدامات مهار کووید ۱۹ بر حقوق بشر، دموکراسی و حکمرانی‌کردن ابراز شده‌است.
بسیاری از کارشناسان گزارش می‌دهند که موضوع‌های مختلفی در ارتباط با حقوق بشر و همه‌گیری کووید ۱۹ با هم تلاقی می‌کنند و این مسئله دیگر به یک موضوع دسته‌بندی نمی‌شود.

## نقض حقوق بشر در دوره همه‌گیری کووید–۱۹ توسط جمهوری اسلامی ایران

### وضعیت زندان‌ها در دورهٔ کروناویروس
سازمان عفو بین‌الملل شرایط زندان‌های ایران را از نظر امکانات «بی‌رحمانه و غیرانسانی» توصیف کرده و به مواردی چون «کمبود امکانات تهویه هوای مناسب، سرویس‌های بهداشتی کثیف و ناکافی، کمبود مواد شوینده لازم برای شستن ظروف و لباس‌های زندانیان، کمبود آب شرب، غذای کم کیفیت و کمبود شدید تختخواب» اشاره کرده‌است.
این سازمان مقامات ایران را متهم کرد که به‌طور عمدی از ارائه مراقبت‌های پزشکی به زندانیان عقیدتی و دیگر زندانیانی سیاسی سر باز می‌زنند و جان و سلامتی آنها را در معرض خطر جدی قرار می‌دهند که در بعضی موارد، محرومیت از مراقبت‌های پزشکی برای مجازات، ارعاب یا تحقیر زندانیان یا با هدف اخذ اعترافات اجباری صورت گرفته‌است.
روز جمعه ۱۰ مرداد ۱۳۹۹، سازمان عفو بین‌الملل با انتشار برخی مکاتبات سازمان زندان‌های ایران با مقامات وزارت بهداشت فاش ساخت که نظام جمهوری اسلامی ایران در ارسال تجهیزات و لوازم پزشکی به زندان‌های کشور جهت مهار ویروس کرونا ناکام مانده‌است.
این نهاد مدافع حقوق بشر تصویر چهار نامه را منتشر کرد که سازمان زندان‌ها از دولت درخواست کمک تجهیزاتی یا نقدی برای مقابله با ویروس کرونا در میان زندانیان می‌کند. از این میان دو نامه حاوی شکایت از وزارت بهداشت است و این وزارتخانه را متهم می‌کند که هیچ کمکی به سازمان زندان‌ها نکرده‌است.
یکی از این نامه‌ها تاریخ ۲۵ خرداد را بر خود دارد که خطاب به معاون درمان وزارت بهداشت نوشته شده‌است و می‌گوید که «علی‌رغم مکاتبات مکرر… و پی‌گیری‌های حضوری تا به حال هیچ گونه کمک نقدی یا غیرنقدی برای کنترل بیماری کرونا» به سازمان زندان‌ها نشده‌است.
نامه دوم به تاریخ ۶ فروردین با فهرستی از اقلام ضروری مانند ماسک، دستکش، مایع ضدعفونی کننده دست و لباس مخصوص همراه است و با ارجاع به نامه‌های پیشین سازمان زندان‌ها با وزارت بهداشت عنوان می‌کند که اما «تاکنون هیچ‌گونه کمک تجهیزاتی یا تأمین وسایل محافظت فردی و مواد ضدعفونی‌کننده صورت نگرفته‌است».
آخرین نامه نیز که تاریخ ۱۵ تیر را دارد خطاب به معاون توسعه مدیریت و منابع و برنامه‌ریزی وزارت بهداشت نوشته شده و با توجه به «عدم حصول نتیجه از پی‌گیری‌های به عمل آمده» درخواست می‌کند که جلسه‌ای اضطراری در آن معاونت با حضور نمایندگان سازمان زندان‌ها و سازمان برنامه و بودجه برگزار شود.
سازمان عفو بین‌الملل می‌گوید که این نامه‌ها زنگ خطر را «دربارهٔ کمبود شدید تجهیزات حفاظتی شخصی، مواد ضدعفونی کننده و تجهیزات و لوازم پزشکی کلیدی [در زندان‌های ایران] به صدا درآورده است».
همچنین بنیاد برومند در یک گزارش مفصل دربارهٔ زندان‌های ایران، وضعیت شیوع ویروس کرونا را «بحرانی» توصیف کرده و می‌گوید که حکومت جمهوری اسلامی با زیر پا گذاشتن تعهدات بین‌المللی دربارهٔ حق حیات و برخورداری از سلامت زندانیان، کاملاً غیرمسئولانه رفتار می‌کند.

#### به‌کارگیری کرونا به عنوان ابزار شکنجه
مقامات قوه قضاییه بیماری کرونا را به عنوان ابزاری برای شکنجه بر ضد زندانیان سیاسی به کار گرفته‌اند.

#### به‌کارگیری کرونا به عنوان ابزار مرگ
کانون نویسندگان ایران در بیانیه‌ای، ابتلای برخی از زندانیان (عقیدتی و سیاسی) مانند بکتاش آبتین به ویروس کرونا (و درگذشت بر اثر آن) را نتیجهٔ عملکرد مسئولان زندان‌ها و نیز حکومت جمهوری اسلامی اعلام کرد.
همچنین، گروهی از زندانیان سیاسی، مرگ بکتاش آبتین را مصداقی از «قتل سیستماتیک زندانیان سیاسی» در ایران اعلام کردند.

#### آمار مرگ زندانیان بر اثر کرونا
این سازمان در بیانیه‌ای که همراه نامه‌ها منتشر کرده آماری از مرگ و میر بر اثر کرونا در زندان‌های ایران ارائه داده و به نقل از گروه‌های حقوق بشری مستقل نوشته‌است که تاکنون «بیش از ۲۰ زندانی مشکوک به ابتلا به ویروس کرونا جان باخته‌اند» که دو نفر آنها در زندان قزل حصار بودند، ۶ نفر در ندامتگاه مرکزی تهران بزرگ، دو نفر در زندان شهر ری، ۸ نفر در زندان ارومیه و یک نفر نیز در هر کدام از زندان‌های کامیاران، سقز و سپیدار.
عفو بین‌الملل می‌گوید، «جزئیات این نامه‌ها در تضادی آشکار با اظهارات رسمی اصغر جهانگیر، رئیس سابق سازمان زندان‌ها و مشاور فعلی رئیس قوه قضائیه قرار دارد که پیشتر از اقدامات مقامات در پیشگیری از شیوع ویروس کرونا در زندان‌ها به عنوان کاری «بزرگ» و «بی‌نظیر» یاد کرده بود».
به گفته این نهاد، جهانگیر «گزارش‌های مبنی بر بالا رفتن میزان مبتلایان و مرگ‌های مرتبط با ویروس کرونا در داخل زندان‌ها بر اثر ازدحام جمعیت، شرایط غیربهداشتی و کمبود دسترسی به امکانات درمانی را انکار کرده‌است».
نرگس محمدی، فعال حقوق بشر که به اتهام «تبلیغ علیه نظام» در زندان زنجان به‌سرمی‌برد از ابتلای خود و ۱۱ نفر دیگر از هم‌بندی‌های وی به ویروس کرونا خبر داده بود. نامه‌های نرگس محمدی نیز عنوان می‌کرد که زندان زنجان فاقد امکانات و تجهیزات پزشکی برای مقابله با این بیماری است به طوری که بیماران به حال خود رها شده‌اند.
همچنین در این گزارش گفته شده زینب جلالیان پس از مثبت بودن آزمایش کرونا برای رسیدگی به این وضع اعتصاب غذا کرده اما بعد از ۵ تیرماه او «ناپدیدسازی قهری» شده‌است.

#### نقض حقوق زندانیان سیاسی
بر خلاف زندانیان دیگر، زندانیانی سیاسی دارای محکومیت بالاتر از پنج سال از حق مرخصی در دورهٔ کرونا هم محروم هستند.

#### نقض حقوق زندانیان عقیدتی (بهائی…)
در میانه بحران جهانگیر کرونا، زندانیان عقیدتی بهائی که تعدادشان بین ۵۰ تا ۱۰۰ است، با وجود خطر ابتلا، همچنان در زندانهای ایران باقی ماندند. حکومت در این دوران فشار بر جامعه بهائی را افزایش داد که اعتراض گسترده دولتهای ایالات متحده آمریکا، انگلستان، کانادا، آلمان و تعدادی از نمایندگان پارلمان اروپا را به دنبال داشت. تنها در ماه ژوئن ۲۰۲۰، ۷۷ بهائی در ۸ استان دستگیر شدند، به دادگاه فراخوانده شدند، به زندان محکوم شدند یا زندانی شدند. فرهاد فهندژ، زندانی عقیدتی بهائی که حکم ۱۰-ساله اش را در زندان می‌گذراند، با وجود ابتلا به کرونا، از مرخصی محروم شد.

### ممنوع شدن ورود واکسن کرونا از سوی خامنه‌ای
در ۱۹ دی ماه ۱۳۹۹، علی خامنه‌ای واردات واکسن کووید ۱۹ ساخت آمریکا و انگلیس را ممنوع اعلام کرد و گفت که به این واکسن‌ها اعتماد ندارد و حتی به فرانسه هم خوشبین نیست. ساعاتی بعد جمعیت هلال‌احمر ایران ورود ۱۵۰ هزار دوز واکسن کرونای شرکت فایزر از آمریکا را منتفی نمود.

#### واکنش‌ها به ممنوع شدن ورود واکسن کرونا
- بسیاری از ایرانیان نسبت به این دستور واکنش نشان دادند که همراه با خشم، بُهت و ناباوری بود.[۲۳][۲۴]
- سازمان حقوق بشری عفو بین‌الملل فرمان علی خامنه‌ای مبنی ممنوعیت خرید واکسن «آمریکایی و انگلیسی» را محکوم کرد و در بیانیه‌ای که منتشر کرد، اعلام کرد: «تصمیم رهبر جمهوری اسلامی ایران برای ممنوع کردن دسترسی میلیون‌ها نفر از مردم ایران به واکسن‌های حیاتی آمریکایی و انگلیسی کرونا نادیده انگاشتن حق حیات و حق سلامت است. علی خامنه‌ای در حال بازی با جان میلیون‌ها انسان است. مقام‌های ایرانی باید فوراً به این بی‌اعتنایی‌شرم‌آور به تعهدات حقوق بشری پایان دهند.»[۲۵][۲۶]
- برخی از هنرمندان نوشتند که ورود واکسن کرونا از انگلستان، حرام است؛ ولی ریختن خون مردم و نیز خوردن کمک‌های نقدی انگلستان حلال است.[۲۷]

### سرکوب روزنامه‌نگاران به دلیل خبررسانی دربارهٔ کروناویروس
حکومت جمهوری اسلامی، روزنامه‌نگاران را به دلیل خبررسانی دربارهٔ علت و آمار تلفات کروناویروس، تهدید و بازداشت کرده و به آنان حمله می‌کند.

### بازداشت قهرمانان ورزشی به دلیل انتقاد از بازبودن اماکن دینی در دورهٔ کرونا
در آبان ۱۳۹۹ محمدرضا تبریزی نوری (زادهٔ ۱۳۵۸ در مشهد)، قهرمان معلولان پرورش اندام جهان، به دلیل انتقاد به بازبودن اماکن دینی در دورهٔ کرونا، پس از حملهٔ پلیس و نیروهای لباس‌شخصی به خانه‌اش بازداشت شد. برخی از شعار دهندگان، خواستار اعدام او بودند.
وی برادر کوچک‌تر سه قهرمان جهانی دیگر یعنی حسن تبریزی نوری (قهرمان بدن‌سازی پیش‌کسوتان جهان)، علی تبریزی نوری (قهرمانِ قهرمانان بدن‌سازی جهان) و محمود تبریزی نوری (قهرمان بدن‌سازی آسیا) است.